# Ischnopteris commixta
Ischnopteris commixta là một loài bướm đêm trong họ Geometridae.